# Гарум

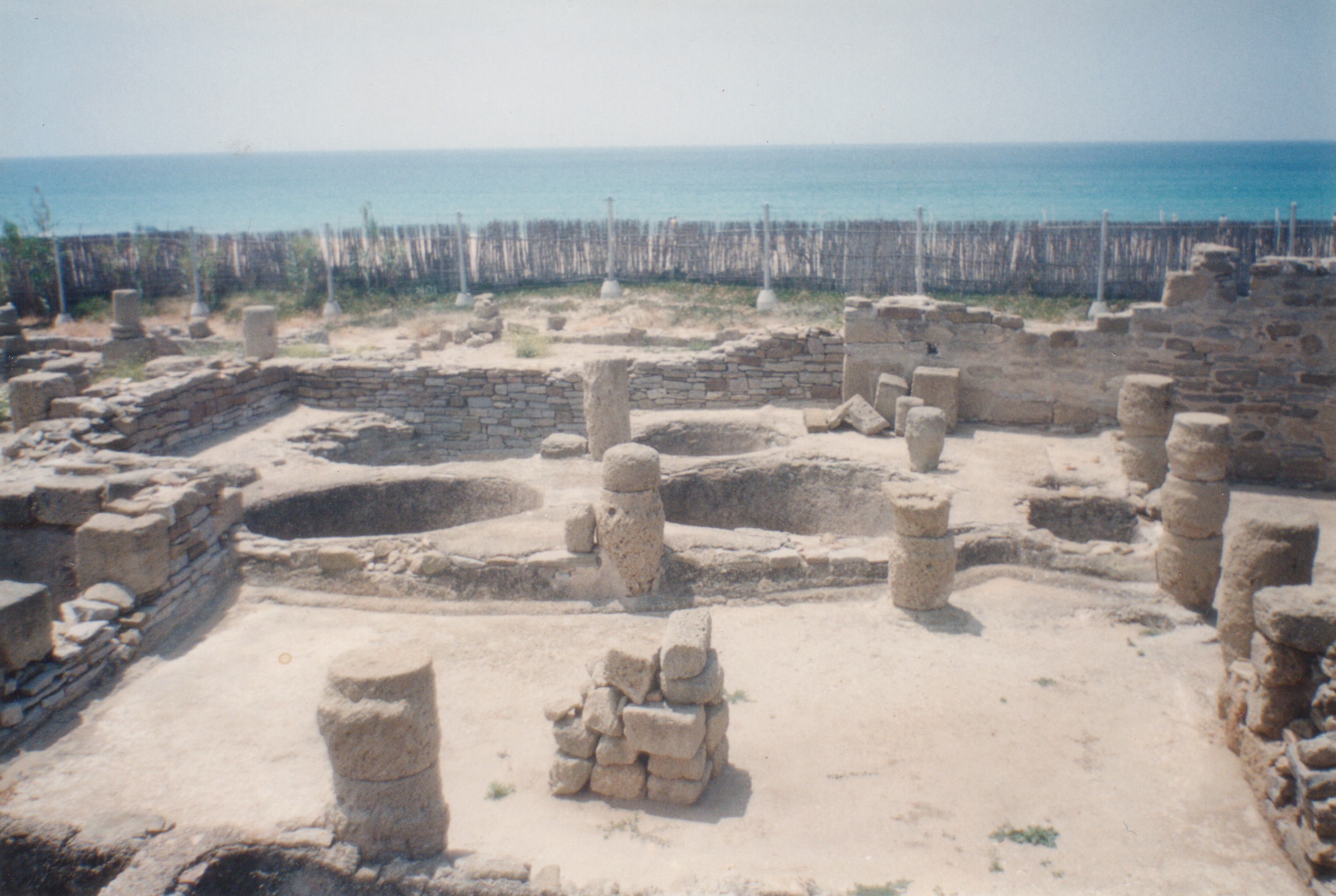
«Фабрика» з виготовлення гаруму

Га́рум (лат. garum, також лат. liquamen) — соус в давньоримській кухні, що застосовувався як до солоних, так і солодких страв. Соус був дуже популярний у римській кухні серед простих громадян та серед знаті. У римській кухарській книзі Апіція I століття н. е. гарум входив до складу більшості рецептів. Новітні дослідження показали, що причиною такої популярності гаруму був так званий «п'ятий смак» — умамі. 

## Короткий опис
Цей соус готувався шляхом термічної обробки солоної риби: тунця, скумбрії, а іноді рибних нутрощів. Під дією сонця і варіння протеїни риби протягом 2-3 місяців майже повністю розкладалися. У соус також додавали оцет, сіль, оливкову олію, перець або вино. Соус вживали з різними стравами. 
Гарум також вважався лікарським засобом — його застосовували при укусах собак, наривах, проносі.
Виробництвом гаруму були зайняті й античні міста-держави на території України (Ольвія, Херсонес, Пантікапей). Цьому сприяли щедрий осінній вилов макрелі (скумбрії) на Чорному морі, а також невичерпні поклади якісної кухонної солі на півночі Кримського півострова.
Приготування соусу було заборонене в містах через поширення запаху. По всій Римській імперії соус розсилався в маленьких амфорах. У деяких регіонах гарум навіть повністю заміняв сіль. Схожий рецепт приготування рибного соусу застосовується в наші дні в Таїланді та В'єтнамі.
Гарум, окрім поліпептидів, ніс у собі й повний набір мікроелементів, таких, як йод, калій, магній і фосфор.
Схожий соус готують в країнах Південно-Східної Азії. У В'єтнамі рибний соус називають «нон-ман», і він вважається найціннішою стравою після рису.